# Lupinus pubescens

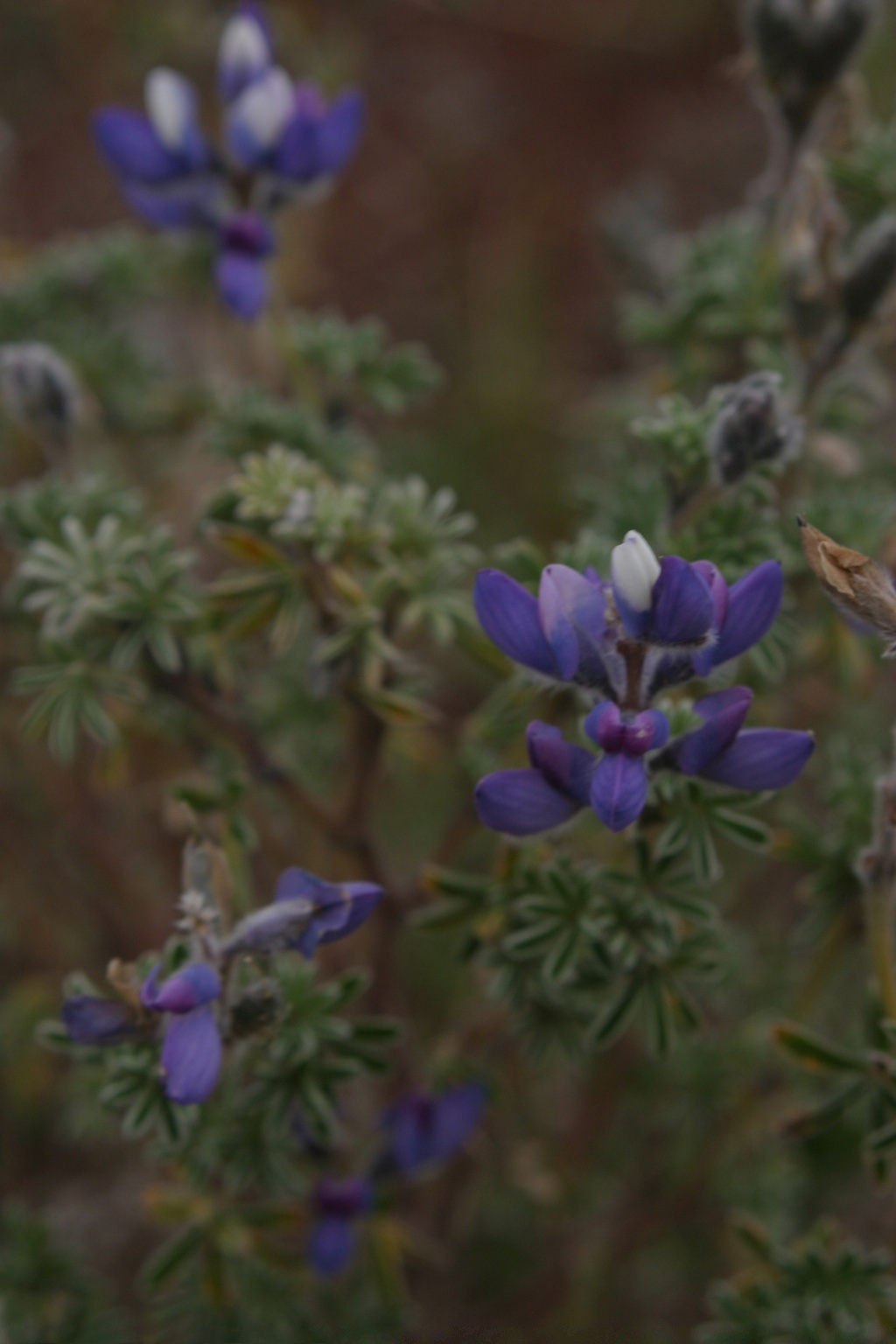
Lupinus pubescens en Cotopaxi, Ecuador

Lupinus pubescens llamada comúnmente lupino, ashpa o chocho del páramo, es una especie de leguminosa originaria de la cordillera de los Andes, donde habita desde los 2000 hasta los 4000 m s. n. m. se encuentra en Colombia, Ecuador y Venezuela.

## Descripción
Planta arbustiva perenne de hasta 80 cm de alto, pubescente, con hojas compuestas en grupos de hasta nueve foliolos, oblongos-lanceolados. Inflorescencia en racimos y axilar, flores de color violeta intenso con blanco, bracteola corta, labio superior emarginado, inferior entero y corola glabra.

## Usos
Se cultiva ampliamente para enriquecer los suelos de parques, jardines y zonas agrícolas, las vainas sirven de alimento para el ganado y demás animales. Las hojas en emplasto, curan el sarpullido. Las semillas, por contener alcohol triterpénico, son utilizadas como insecticida. También sirve como planta ornamental anual debido a la belleza de sus flores.